# Majkopcultuur

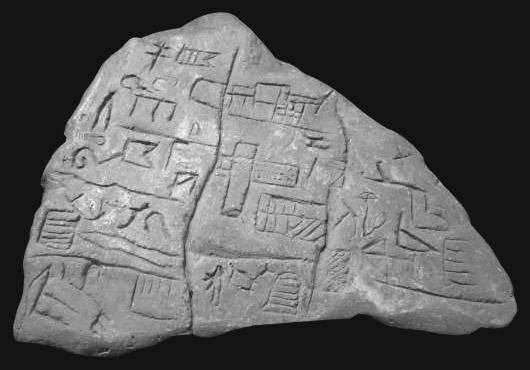
stenen plaat met inscripties uit de Majkopcultuur

De Majkopcultuur (Russisch: Майкопская культура, Majkopskaja koeltoera), ca. 3.700-2.500 v.Chr., was een belangrijke bronstijdcultuur in de westelijke Kaukasus regio van Zuid-Rusland.
Ze strekt zich uit langs het gebied van het schiereiland Taman in de Straat van Kertsj tot de moderne grens van Dagestan en in zuidelijke richting naar de Koera rivier. De cultuur ontleent zijn naam aan een vorstengraf in Majkop in de Koeban-vallei.

## Grondgebied
In het zuiden grenst het aan de ongeveer gelijktijdige Koera-Araxescultuur (3500-2200 v.Chr.), die zich uitstrekt tot in Oost-Anatolië en haar blijkbaar heeft beïnvloed. In het noorden vindt men de jamnacultuur, met inbegrip van de Novotitorovkacultuur (3300-2700), die haar territoriaal deels overlapt. In het westen, aan de overzijde van de Zee van Azov, bevindt zich de duidelijk door de Majkopcultuur beïnvloede Kemi-Obacultuur.
De Koeban is voor een groot deel van zijn lengte bevaarbaar en biedt een eenvoudige waterweg via de Zee van Azov, het stroomgebied van de Don en Donets tot het grondgebied van de jamnacultuur, hetgeen goede handelsmogelijkheden met het centrale Oekraïne-gebied bood.
Na de ontdekking van de Leyla-Tepecultuur in de jaren 80 van de vorige eeuw werd gesuggereerd dat elementen van de Majkopcultuur naar de zuidoostelijke hellingen van de Kaukasus in het moderne Azerbeidzjan gemigreerd waren.
In 2010 werden bijna 200 bronstijdlocaties gemeld in een gebied dat zich uitstrekt over 100 km tussen het stroomgebied van de Koeban en Naltsjik, op een hoogte van tussen de 1.408 en 2.414 m. Ze waren allemaal gebouwd volgens hetzelfde architectonische plan, met een ovale binnenplaats in het centrum, verbonden door wegen.

### Periode
Radiokoolstofdata voor de verschillende vondsten van de Majkopcultuur zijn van 3950 - 3650 - 3610 - 2980 v.Chr. Dit is de tijd van de Urukperiode in Mesopotamië.
Nieuwe gegevens tonen de gelijkenis van artefacten uit de Majkopcultuur met die gevonden bij opgravingen van de oude stad van Tell Khazneh in het noorden van Syrië, waarvan de bouw dateert uit 4000 v.Chr.

## Cultuur
De begrafenispraktijken waren typerend voor Indo-Europese volkeren, meestal in een kuil, soms met stenen bekleed, bedekt met een koergan (of tumulus). Steengraven vervangen de koergans in latere begravingen.
De Majkopkoergan was zeer rijk aan gouden en zilveren voorwerpen, ongebruikelijk voor die tijd.
De Majkopcultuur wordt verondersteld als een van de eerste het wiel gebruikt te hebben. Recente ontdekkingen zijn onder andere:
- Het oudste bronzen zwaard, daterend uit het midden van het 4e millennium v.Chr. Het werd gevonden in een steengraf in de buurt van Novosvobodnaja, en is nu te zien in de Hermitage (Sint-Petersburg). Het heeft een totale lengte van 63 cm en een handvat van 11 cm.
- De oudste kolom.
- Het oudste snaarinstrument, daterend uit het late 4e millennium v.Chr., nu ook in het Hermitage museum.

### Kunst
In de vroege 20e eeuw stelden onderzoekers het bestaan van een lokale Majkop-dierstijl in de gevonden artefacten vast. Deze stijl wordt gezien als het prototype voor vergelijkbare stijlen van latere archeologische culturen, en is meer dan duizend jaar ouder dan de Scythische, Sarmatische en Keltische dierstijlen.
Ook toegeschreven aan de Majkopcultuur zijn rotstekeningen die nog moeten worden beschreven.

### Paardenfokkerij
De Majkop-elite hield van paardrijden en gebruikte waarschijnlijk paarden in de oorlogvoering. De Majkopmensen leidden echter een sedentair bestaan en paarden vormden slechts een zeer klein percentage van hun veestapel, die voornamelijk bestond uit varkens en runderen.
Archeologen vonden een unieke vorm van bronzen paardentuig, bestaande uit een bronzen staaf met een gedraaide lus in het midden en gaten door haar eindknopen die verbonden waren met het hoofdstel, halster en frontriem. Inkepingen en bobbels op de randen van het bit waren blijkbaar bestemd om neusriemen te bevestigen.

### Terraslandbouw
De kunstmatige terrascomplexen in de bergen behoren tot de oudste in de wereld, maar zijn weinig bestudeerd. Ze zijn het bewijs van hun sedentaire leven, hoge bevolkingsdichtheid, en hoog niveau van landbouw- en technische vaardigheden. De terrassen werden gebouwd rond het 4e millennium v.Chr. en ook alle volgende culturen over een periode van meer dan 5000 jaar gebruikten ze voor agrarische doeleinden. Het overgrote deel van het aardewerk gevonden op de terrassen is van de Majkop-periode, de rest van de Scythische en Alaanse periodes.

## Indo-Europeanen
Vanwege de begrafenispraktijken wordt de cultuur in termen van de koerganhypothese gezien als een Indo-Europese inmenging van de Pontische steppe in de Kaukasus. Critici wijzen echter erop dat het bewijsmateriaal voor de grafheuvels juist in regio's gevonden wordt die later niet-Indo-Europese populaties bezaten.
De cultuur wordt wel beschreven als, op zijn minst, een "gekoerganiseerde" lokale cultuur met sterke etnische en linguïstische banden met de afstammelingen van de Proto-Indo-Europeanen. Ze wordt in economische zin verbonden met de Michajlovka-2 groep en de Kemi-Obacultuur, en meer op afstand met de kogelamforacultuur en de touwbekercultuur. Ook deze theorie is zeer speculatief en controversieel.
De cultuur kan een product van ten minste twee tradities zijn: de steppetraditie van de Novosvobodnajacultuur en jamnacultuur, en elementen uit het zuiden van de Kaukasus, zoals aangetoond door ingevoerde producten uit beide regio's.